# Casa Vestuari
La casa Vestuari o casa Vestidor se situa enfront de la porta dels Apòstols de la catedral de València, i va ser construïda a principis del segle xvii en estil neoclàssic per l'arquitecte José García, per a servir als magistrats del Tribunal de les Aigües com a lloc de reunió abans d'assistir als judicis que se celebraven en aquesta porta. La seua inauguració data del 1800.

## Descripció
La seua planta és irregular, puix que és emplaçada en l'angle de l'illa de cases, amb la façana principal de cara al carrer del Miquelet. D'un sobri estil neoclàssic, té tres estatges.
La planta baixa s'adorna amb encoixinat de pedra i grans portes, mentre que en el pis principal la construcció és ja de rajola vista amb bandes d'encoixinat en els cantons i una gran balconada que recorre tot l'edifici per a conferir-li major unitat.
Les finestres es rematen amb frontons alterns, rectes i corbs, i el central amb un conjunt escultòric que sosté l'escut de la ciutat. Entre aquests, s'observen les ferramentes en els quals es disposen les banderes durant els actes públics. En el pis superior, s'obrin finestres més menudes i l'edifici es remata amb un ràfec.
Al vestíbul interior, al qual s'accedeix per qualsevol de les portes, s'observen arcs de rajoles amb grups escultòrics a sobre, mentre que a la primera planta destaca el sostre pintat al fresc per Vicente López, que lloa la fama i prosperitat de València.
Actualment, una part de l'edifici està destinada a la Biblioteca Municipal Carles Ros.